# Бий-Бродский, Иона Абрамович
Ио́на Абрамович Бий-Бро́дский (8 июля 1896 — 11 августа 1963) — советский актёр театра и кино, артист Театра им. Вахтангова.

## Биография
Родился 8 июля 1896 года. В кино дебютировал в эпизодической роли в фильме «Броненосец Потёмкин», вышедшем на экраны в 1925 году. Снимался главным образом в фильмах комедийного и музыкальных жанров, драмах, мюзиклах во второплановых, но запоминающихся ролях. Состоял в труппе театра имени Вахтангова.
Умер 11 августа 1963 года. Был кремирован, урна с прахом захоронена на Новом Донском кладбище в колумбарии № 18.

## Фильмография
- 1917 — Павел Первый
- 1925 — Броненосец Потёмкин — студент
- 1929 — Золотой клюв — офицер
- 1929 — Смертный номер — директор цирка
- 1929 — Флаг нации — говорящий по телефону
- 1930 — Города и годы — меценат от искусства
- 1930 — Пахари моря — председатель сельсовета
- 1930 — Сын страны — Каддыр-бай
- 1932 — Двадцать шесть комиссаров — эпизод
- 1936 — Дети капитана Гранта — консул (нет в титрах)
- 1936 — Искатели счастья — Шлёма Петрович
- 1936 — Девушка спешит на свидание — санитар
- 1937 — Остров сокровищ — Джордж Мэрри, пират
- 1938 — Доктор Айболит — Разбойник
- 1939 — Девушка с характером — любитель пива в вагоне-ресторане
- 1939 — Минин и Пожарский — монах (нет в титрах)
- 1939 — Ночь в сентябре — Василий Григорьевич, медбрат
- 1939 — Подкидыш — мужчина в автомобиле (нет в титрах)
- 1939 — Юность командиров — Тарас Иванович
- 1940 — Будни — повар (нет в титрах)
- 1941 — Как поссорился Иван Иванович с Иваном Никифоровичем — подсудок
- 1941 — Песнь о дружбе — Аркадий Аполлонович
- 1941 — Старый двор — жилец старого дома
- 1941 — Танкер Дербент — Нейман Яков Борисович